# Traditionalist Worker Party
Le Traditionalist Worker Party (TWP, en français : « Parti traditionaliste ouvrier ») est une organisation nationaliste blanche et néonazie américaine fondée en janvier 2015 par Matthew Heimbach (en), Matt Parrott et Tony Hovater comme branche politique du Traditionalist Youth Network (TYN) et dissoute en mars 2018.
Le TWP adopte une position anticapitaliste teintée d'antisémitisme. Il participe à plusieurs rassemblements violents, notamment à Sacramento en 2016 et à la manifestation « Unite the Right » à Charlottesville.
En mars 2018, selon un rapport de police, Matthew Heimbach agresse physiquement sa propre épouse et Matt Parrott lorsque ces derniers le surprennent en train d'avoir une liaison avec l'épouse de Parrott. Consécutivement à cet incident, Parrott déclare la dissolution du groupe.

## Histoire

### Origines et débuts
Matthew Heimbach (en) fonde en 2013 le Traditionalist Youth Network. En janvier 2015, avec son beau-père Matt Parrott et Tony Hovater, il fonde le Traditionalist Worker Party en tant que branche politique du TYN et en devient le dirigeant,.
En avril 2016, le TWP rejoint le Nationalist Front, une coalition comprenant également le National Socialist Movement, la League of the South et Vanguard America.

### Rassemblements
En juin 2016, un rassemblement du TWP à Sacramento provoque des affrontements violents avec des militants antifascistes, faisant dix blessés dont sept par arme blanche,.
Le Traditionalist Worker Party participe à la manifestation « Unite the Right » à Charlottesville, organisée par Jason Kessler et Matthew Heimbach. Heimbach incite les militants à se préparer à affronter les contre-manifestants. Le groupe figure parmi les principales organisations participant à cet événement, aux côtés d'autres groupes d'extrême droite comme le Ku Klux Klan, Vanguard America, la League of the South, Identity Evropa et les Proud Boys.
À la suite du procès Sines v. Kessler (en) concernant les violences de Charlottesville, Heimbach et Parrott sont reconnus coupables de participation à une conspiration civile en novembre 2021 et condamnés à verser des dommages-intérêts de 500 000 dollars chacun, tandis que le TWP est condamné à verser 1 000 000 de dollars.
Le TWP participe à la manifestation « White Lives Matter » en octobre 2017 au Tennessee.

### Dissolution et tentative de relance
Selon un rapport de police, en mars 2018, Matthew Heimbach aurait agressé sa propre épouse et Matt Parrott, l'administrateur principal du parti, après avoir été surpris en train d'avoir une liaison avec l'épouse de ce dernier. À la suite de cette altercation, Parrott ferme les sites web du parti, purge ses listes de membres et déclare la dissolution du groupe.
En 2021, Heimbach tente de relancer le TWP sous une orientation nationale-bolchévique sans que cela n'aboutisse.

## Idéologie
Le Traditionalist Worker Party est nationaliste blanc,,, néonazi,, et est associé à l'alt-right,,. Il vise à établir un ethno-État blanc fasciste aux États-Unis inspiré du nazisme hitlérien.
Son slogan est « foi, famille et peuple ». Il se revendique du programme en 25 points du Parti nazi.

### Religion et traditionalisme
Le TWP présente le christianisme comme un élément central de son idéologie. Le mouvement dépeint régulièrement les chrétiens comme victimes de persécutions orchestrées par divers ennemis (démocratie, médias, école publique) accusés de détruire l'identité et la culture des « peuples chrétiens européens ». Dans le cadre de son intérêt pour les thématiques politiques chrétiennes, il s'oppose à l'avortement.
Le TWP s'inspire également du traditionalisme de René Guénon et Julius Evola en l'adaptant au contexte du nationalisme blanc américain, percevant l'Amérique pluraliste comme dégénérée et minée par des puissances juives.

### Relations avec les mouvements accélérationnistes
Bien qu'étant distinct des groupes accélérationnistes par sa pratique d'actions militantes plutôt que terroristes, le TWP développe des liens avec des groupes accélérationnistes, notamment lorsque Matthew Heimbach (en) commence à participer au forum néofasciste Iron March en 2017, terrain d'origine de nombreux groupes terroristes accélérationnistes modernes.

Le blason de la Division Atomwaffen.

Heimbach suggère par ailleurs au sein de communications internes au parti une complémentarité tactique au sein du mouvement néonazi entre le TWP et la Division Atomwaffen (AWD), qu'il qualifie de « bons amis ».
Les relations entre les deux organisations se détériorent toutefois en raison des croyances satanistes de plusieurs membres de l'AWD, les membres majoritairement chrétiens et païens du TWP considérant ces croyances comme une forme de « culte juif ».

### Économie
Le TWP adopte une position anticapitaliste d'extrême droite et antisémite. Son programme économique appelle à l'annulation de toutes les dettes « usurières », y compris les prêts étudiants, l'abolition de la Réserve fédérale en tant qu'entité semi-privée, et la nationalisation complète du système bancaire au service d'un État des travailleurs blancs.

### Nationalisme blanc
L'organisation s'inspire également de la mouvance identitaire européenne et adopte la théorie du complot raciste du grand remplacement de Renaud Camus. Elle promeut la théorie du complot du génocide blanc, s'oppose au multiculturalisme et souhaite l'arrêt total de l'immigration,. Elle prône une réorganisation territoriale des États-Unis en régions délimitées selon des critères ethniques et culturels et soutient en ce sens le mouvement nationaliste noir Nation of Islam.
Durant l'élection présidentielle de 2016, le TWP soutient la candidature de Donald Trump, voyant dans sa montée en popularité une opportunité pour convertir ses partisans du nationalisme civique au nationalisme ethnique,. Le parti est cependant critique de Trump, qu'il considère « trop establishment ».

### Relations internationales

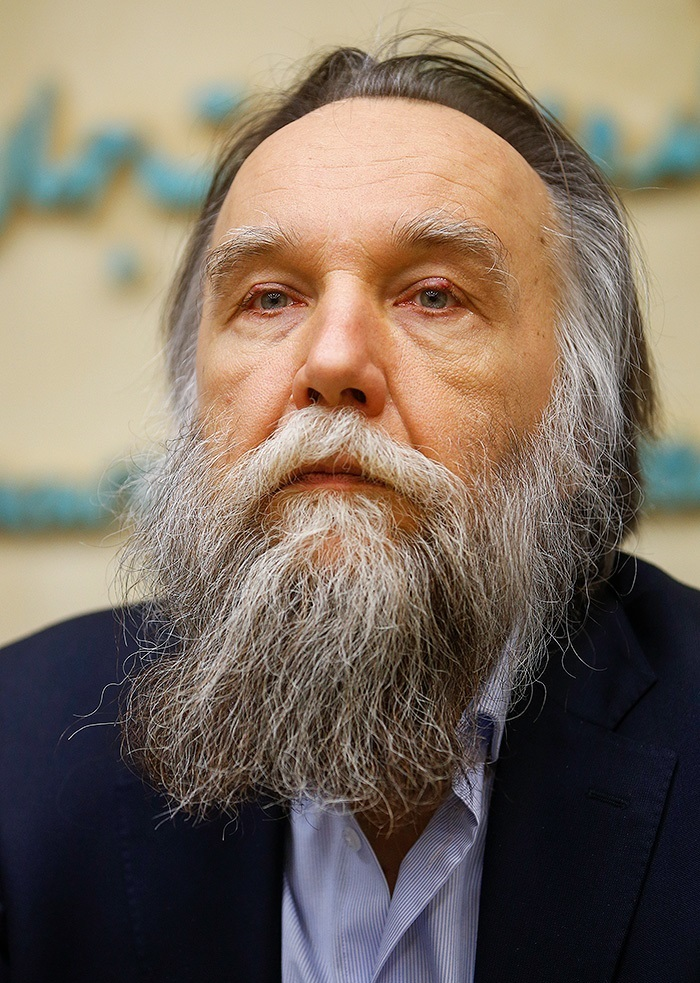
Alexandre Douguine.

Son dirigeant Matthew Heimbach s'inspire idéologiquement de la Russie de Vladimir Poutine, qu'il considère comme un bastion du nationalisme blanc, et de l'idéologue néo-eurasiste Alexandre Douguine, qui fait une prise de parole par visioconférence lors du lancement du TWP,. Il établit des liens avec le Mouvement impérial russe, dont il accueille un représentant aux États-Unis en 2017, et avec l'organisation néonazie grecque Aube dorée.

## Activités

### Présence en ligne
Le TWP est actif en ligne principalement via un blog et un site web. Il est également présent sur diverses plateformes sociales comme YouTube, Facebook et Twitter, bien que leur présence sur ces dernières soit limitée. En décembre 2017, Twitter procède à la suppression de plusieurs comptes associés à l'alt-right, dont celui du TWP.

### Violence
Au sein du serveur Discord du parti, les membres font de nombreuses références à des textes violents comme Siege de James Mason et Les Carnets de Turner de William Luther Pierce, ainsi que des éloges de tueurs de masse comme Dylann Roof et Anders Breivik. Ils y discutent également de préparatifs pour des confrontations violentes et d'entraînements paramilitaires.
En octobre 2017, Taylor Wilson, un néonazi de 26 ans lié au TWP, tente une attaque armée contre un train, pour laquelle il est condamné à 14 ans de prison fédérale. Wilson avait confié sur le Discord du TWP son intention de devenir un martyr pour le mouvement nationaliste blanc.

## Recrutement et communication
À ses débuts, l'organisation recrute principalement des étudiants par l'intermédiaire du Traditionalist Youth Network, mais le TWP cible ensuite spécifiquement les familles de la classe ouvrière, se présentant comme le défenseur des travailleurs américains et des valeurs chrétiennes familiales.
Bien que le parti déclare réaliser des programmes d'aide communautaire et de formation professionnelle destinés aux Américains blancs défavorisés, une enquête du HuffPost n'a pu constater aucune réalisation concrète de ces projets.
Le groupe évite délibérément les symboles nazis trop explicites pour maintenir une image modérée et ne pas aliéner les populations blanches rurales qu'il cherche à attirer. Il utilise cependant le salut hitlérien et la croix celtique.

## Structure et composition
Le TWP compte entre 30 et 100 membres, principalement concentrés dans l'Ohio, l'Indiana et le Tennessee. Le groupe est structuré hiérarchiquement sous la direction de Matthew Heimbach (en) et Matthew Parrott.